# Église Saint-Georges de Vinneuf
L'église de Vinneuf est une église située à Vinneuf, en France.

## Localisation
L'église est située dans le département français de l'Yonne, sur la commune de Vinneuf.

## Historique
L'édifice est inscrit au titre des monuments historiques en 1926.